# Saison 2017-2018 des Pacers de l'Indiana
La saison 2017-2018 des Pacers de l'Indiana est la 51e saison de la franchise et la 42e saison au sein de la National Basketball Association (NBA)..

## Draft
| Tour | Choix | Joueur        | Poste | Nationalité       | Provenance           |
| ---- | ----- | ------------- | ----- | ----------------- | -------------------- |
| 1    | 18    | T. J. Leaf    | PF    | États-Unis Israël | Bruins d'UCLA        |
| 2    | 47    | Ike Anigbogu  | C     | États-Unis        | Bruins d'UCLA        |
| 2    | 52    | Edmond Sumner | PG    | États-Unis        | Musketeers de Xavier |

## Matchs

### Summer League
| Summer League Total: 4-1 |

| Match | Date match  | Équipe        | Score   | Meilleur marqueur        | Meilleur rebondeur | Meilleur passeur | Lieux Spectateurs | Série |
| ----- | ----------- | ------------- | ------- | ------------------------ | ------------------ | ---------------- | ----------------- | ----- |
| 1     | 1er juillet | Orlando       | V 85-74 | Travis Leslie (20)       | Chris Johnson (12) | Joseph Young (6) | Amway Center      | 1 - 0 |
| 2     | 2 juillet   | Charlotte     | V 84-77 | Travis Leslie (16)       | Chris Johnson (6)  | Joseph Young (6) | Amway Center      | 2 - 0 |
| 3     | 3 juillet   | Miami         | V 86-83 | T. J. Leaf (19)          | T. J. Leaf (10)    | Joseph Young (6) | Amway Center      | 3 - 0 |
| 4     | 4 juillet   | Dallas        | D 79-84 | Jarnell Stokes (15)      | Jarnell Stokes (7) | Jordan Loyd (6)  | Amway Center      | 3 - 1 |
| 5     | 6 juillet   | Oklahoma City | V 89-80 | Stokes, Mitrou-Long (17) | Jordan Loyd (10)   | Jordan Loyd (6)  | Amway Center      | 4 - 1 |

### Pré-saison
| Pré-saison Total: 3-1 (Domicile : 1-0 ; Extérieur : 2-1) |

| Match | Date match | Équipe        | Score     | Meilleur marqueur       | Meilleur rebondeur    | Meilleur passeur     | Lieux Spectateurs         | Série |
| ----- | ---------- | ------------- | --------- | ----------------------- | --------------------- | -------------------- | ------------------------- | ----- |
| 1     | 4 octobre  | @ Milwaukee   | V 104-86  | Turner, Stephenson (17) | Myles Turner (9)      | Lance Stephenson (6) | BMO Harris Bradley Center | 1 - 0 |
| 2     | 6 octobre  | @ Cleveland   | V 106-102 | T. J. Leaf (18)         | Thaddeus Young (8)    | Oladipo, Joseph (5)  | Quicken Loans Arena       | 2 - 0 |
| 3     | 9 octobre  | @ Détroit     | D 97-107  | Damien Wilkins (14)     | Jarrod Uthoff (7)     | Joseph Young (5)     | Little Caesars Arena      | 2 - 1 |
| 4     | 10 octobre | Maccabi Haïfa | V 108-89  | Victor Oladipo (18)     | Domantas Sabonis (13) | Cory Joseph (5)      | Bankers Life Fieldhouse   | 3 - 1 |

### Saison régulière
| Saison régulière Total: 48-34 (Domicile : 27-14 ; Extérieur : 21-20) |

| Match | Date match | Équipe          | Score     | Meilleur marqueur     | Meilleur rebondeur    | Meilleur passeur        | Lieux                   | Série |
| ----- | ---------- | --------------- | --------- | --------------------- | --------------------- | ----------------------- | ----------------------- | ----- |
| 1     | 18 octobre | Brooklyn        | V 140-131 | Victor Oladipo (22)   | Myles Turner (14)     | Darren Collison (11)    | Bankers Life Fieldhouse | 1 - 0 |
| 2     | 20 octobre | Portland        | D 96-114  | Leaf, Oladipo (17)    | Domantas Sabonis (8)  | Darren Collison (4)     | Bankers Life Fieldhouse | 1 - 1 |
| 3     | 21 octobre | @ Miami         | D 108-112 | Victor Oladipo (28)   | Domantas Sabonis (12) | Darren Collison (8)     | American Airlines Arena | 1 - 2 |
| 4     | 24 octobre | @ Minnesota     | V 130-107 | Victor Oladipo (28)   | Domantas Sabonis (11) | Darren Collison (16)    | Target Center           | 2 - 2 |
| 5     | 25 octobre | @ Oklahoma City | D 96-114  | Victor Oladipo (35)   | Domantas Sabonis (11) | Darren Collison (3)     | Chesapeake Energy Arena | 2 - 3 |
| 6     | 29 octobre | San Antonio     | V 97-94   | Victor Oladipo (23)   | Domantas Sabonis (12) | Darren Collison (6)     | Bankers Life Fieldhouse | 3 - 3 |
| 7     | 31 octobre | Sacramento      | V 101-83  | Bojan Bogdanović (17) | Domantas Sabonis (16) | Sabonis, Stephenson (5) | Bankers Life Fieldhouse | 4 - 3 |

| Match | Date match   | Équipe         | Score     | Meilleur marqueur     | Meilleur rebondeur      | Meilleur passeur         | Lieux                   | Série   |
| ----- | ------------ | -------------- | --------- | --------------------- | ----------------------- | ------------------------ | ----------------------- | ------- |
| 8     | 1er novembre | @ Cleveland    | V 124-107 | Thaddeus Young (26)   | Domantas Sabonis (12)   | Darren Collison (8)      | Quicken Loans Arena     | 5 - 3   |
| 9     | 3 novembre   | @ Philadelphie | D 110-121 | Victor Oladipo (31)   | Myles Turner (9)        | Victor Oladipo (7)       | Wells Fargo Center      | 5 - 4   |
| 10    | 5 novembre   | @ New York     | D 101-108 | Thaddeus Young (18)   | Domantas Sabonis (8)    | Darren Collison (10)     | Madison Square Garden   | 5 - 5   |
| 11    | 7 novembre   | New Orleans    | D 112-117 | Myles Turner (21)     | Myles Turner (12)       | Darren Collison (6)      | Bankers Life Fieldhouse | 5 - 6   |
| 12    | 8 novembre   | @ Détroit      | D 97-114  | Victor Oladipo (21)   | Bojan Bogdanović (7)    | Cory Joseph (6)          | Little Caesars Arena    | 5 - 7   |
| 13    | 10 novembre  | @ Chicago      | V 105-87  | Victor Oladipo (25)   | Sabonis, Turner (9)     | Collison, Joseph (7)     | United Center           | 6 - 7   |
| 14    | 12 novembre  | Houston        | D 95-118  | Victor Oladipo (28)   | Lance Stephenson (10)   | Joseph, Stephenson (3)   | Bankers Life Fieldhouse | 6 - 8   |
| 15    | 15 novembre  | @ Memphis      | V 116-113 | Darren Collison (30)  | Lance Stephenson (7)    | Darren Collison (8)      | FedEx Forum             | 7 - 8   |
| 16    | 17 novembre  | Détroit        | V 107-100 | Victor Oladipo (21)   | Victor Oladipo (15)     | Darren Collison (6)      | Bankers Life Fieldhouse | 8 - 8   |
| 17    | 19 novembre  | @ Miami        | V 120-95  | Bojan Bogdanović (26) | Domantas Sabonis (10)   | Darren Collison (10)     | American Airlines Arena | 9 - 8   |
| 18    | 20 novembre  | @ Orlando      | V 105-97  | Victor Oladipo (29)   | Lance Stephenson (10)   | Darren Collison (8)      | Amway Center            | 10 - 8  |
| 19    | 24 novembre  | Toronto        | V 107-104 | Victor Oladipo (21)   | Myles Turner (10)       | Darren Collison (8)      | Bankers Life Fieldhouse | 11 - 8  |
| 20    | 25 novembre  | Boston         | D 98-108  | Myles Turner (19)     | Lance Stephenson (8)    | Collison, Stephenson (5) | Bankers Life Fieldhouse | 11 - 9  |
| 21    | 27 novembre  | Orlando        | V 121-109 | Victor Oladipo (26)   | Stephenson, Sabonis (8) | Quatre joueurs (5)       | Bankers Life Fieldhouse | 12 - 9  |
| 22    | 29 novembre  | @ Houston      | D 97-118  | Thaddeus Young (23)   | Myles Turner (10)       | Collison, Oladipo (5)    | Toyota Center           | 12 - 10 |

| Match | Date match   | Équipe        | Score          | Meilleur marqueur    | Meilleur rebondeur      | Meilleur passeur        | Lieux                   | Série   |
| ----- | ------------ | ------------- | -------------- | -------------------- | ----------------------- | ----------------------- | ----------------------- | ------- |
| 23    | 1er décembre | @ Toronto     | D 115-120      | Victor Oladipo (36)  | Domantas Sabonis (8)    | Collison, Oladipo (6)   | Centre Air Canada       | 12 - 11 |
| 24    | 4 décembre   | New York      | V 115-97       | Thaddeus Young (20)  | Domantas Sabonis (12)   | Darren Collison (10)    | Bankers Life Fieldhouse | 13 - 11 |
| 25    | 6 décembre   | Chicago       | V 98-96        | Victor Oladipo (27)  | Thaddeus Young (9)      | Myles Turner (6)        | Bankers Life Fieldhouse | 14 - 11 |
| 26    | 8 décembre   | Cleveland     | V 106-102      | Victor Oladipo (33)  | Domantas Sabonis (9)    | Victor Oladipo (5)      | Bankers Life Fieldhouse | 15 - 11 |
| 27    | 10 décembre  | Denver        | V 126-116 (OT) | Victor Oladipo (47)  | Myles Turner (8)        | Oladipo, Stephenson (6) | Bankers Life Fieldhouse | 16 - 11 |
| 28    | 13 décembre  | Oklahoma City | D 95-100       | Victor Oladipo (19)  | Thaddeus Young (10)     | Victor Oladipo (6)      | Bankers Life Fieldhouse | 16 - 12 |
| 29    | 15 décembre  | Détroit       | D 98-104       | Victor Oladipo (26)  | Trois joueurs (8)       | Lance Stephenson (5)    | Bankers Life Fieldhouse | 16 - 13 |
| 30    | 17 décembre  | @ Brooklyn    | V 109-97       | Victor Oladipo (26)  | Domantas Sabonis (8)    | Darren Collison (7)     | Barclays Center         | 17 - 13 |
| 31    | 18 décembre  | Boston        | D 111-112      | Victor Oladipo (38)  | Sabonis, Young (7)      | Joseph, Stephenson (3)  | Bankers Life Fieldhouse | 17 - 14 |
| 32    | 20 décembre  | @ Atlanta     | V 105-95       | Victor Oladipo (23)  | Lance Stephenson (8)    | Lance Stephenson (6)    | Philips Arena           | 18 - 14 |
| 33    | 23 décembre  | Brooklyn      | V 123-119 (OT) | Victor Oladipo (38)  | Sabonis, Turner (9)     | Darren Collison (9)     | Bankers Life Fieldhouse | 19 - 14 |
| 34    | 26 décembre  | @ Détroit     | D 83-107       | Victor Oladipo (13)  | Lance Stephenson (6)    | Quatre joueurs (3)      | Little Caesars Arena    | 19 - 15 |
| 35    | 27 décembre  | Dallas        | D 94-98        | 3 joueurs (16)       | Lance Stephenson (15)   | Darren Collison (7)     | Bankers Life Fieldhouse | 19 - 16 |
| 36    | 29 décembre  | @ Chicago     | D 107-119      | Darren Collison (30) | Sabonis, Stephenson (9) | Darren Collison (5)     | United Center           | 19 - 17 |
| 37    | 31 décembre  | Minnesota     | D 90-107       | Joseph Young (20)    | Domantas Sabonis (11)   | Cory Joseph (4)         | Bankers Life Fieldhouse | 19 - 18 |

| Match | Date match | Équipe        | Score     | Meilleur marqueur     | Meilleur rebondeur     | Meilleur passeur         | Lieux                      | Série   |
| ----- | ---------- | ------------- | --------- | --------------------- | ---------------------- | ------------------------ | -------------------------- | ------- |
| 38    | 3 janvier  | @ Milwaukee   | D 101-122 | Domantas Sabonis (24) | Joseph, Stephenson (7) | Cory Joseph (6)          | BMO Harris Bradley Center  | 19 - 19 |
| 39    | 6 janvier  | Chicago       | V 125-86  | Victor Oladipo (23)   | Cory Joseph (10)       | Victor Oladipo (9)       | BMO Harris Bradley Center  | 20 - 19 |
| 40    | 8 janvier  | Milwaukee     | V 109-96  | Domantas Sabonis (17) | Domantas Sabonis (10)  | Darren Collison (7)      | BMO Harris Bradley Center  | 21 - 19 |
| 41    | 10 janvier | Miami         | D 106-114 | Victor Oladipo (26)   | Thaddeus Young (9)     | Oladipo, Stephenson (4)  | BMO Harris Bradley Center  | 21 - 20 |
| 42    | 12 janvier | Cleveland     | V 97-95   | Darren Collison (22)  | Domantas Sabonis (15)  | Collison, Stephenson (4) | BMO Harris Bradley Center  | 22 - 20 |
| 43    | 14 janvier | @ Phoenix     | V 120-97  | Darren Collison (19)  | Domantas Sabonis (14)  | Cory Joseph (6)          | Talking Stick Resort Arena | 23 - 20 |
| 44    | 15 janvier | @ Utah        | V 109-94  | Victor Oladipo (28)   | Al Jefferson (10)      | Collison, Oladipo (6)    | Vivint Smart Home Arena    | 24 - 20 |
| 45    | 18 janvier | @ Portland    | D 86-100  | Darren Collison (23)  | Thaddeus Young (14)    | Quatre joueurs (3)       | Moda Center                | 24 - 21 |
| 46    | 19 janvier | @ L.A. Lakers | D 86-99   | Victor Oladipo (25)   | Domantas Sabonis (14)  | Collison, Oladipo (4)    | Staples Center             | 24 - 22 |
| 47    | 21 janvier | @ San Antonio | V 94-86   | Victor Oladipo (19)   | Lance Stephenson (8)   | Collison, Young (4)      | AT&T Center                | 25 - 22 |
| 48    | 24 janvier | Phoenix       | V 116-101 | Thaddeus Young (22)   | Lance Stephenson (9)   | Victor Oladipo (9)       | BMO Harris Bradley Center  | 26 - 22 |
| 49    | 26 janvier | @ Cleveland   | D 108-115 | Victor Oladipo (25)   | Domantas Sabonis (11)  | Collison, Oladipo (4)    | Quicken Loans Arena        | 26 - 23 |
| 50    | 27 janvier | Orlando       | V 114-112 | Victor Oladipo (24)   | Domantas Sabonis (9)   | Darren Collison (7)      | BMO Harris Bradley Center  | 27 - 23 |
| 51    | 29 janvier | Charlotte     | V 105-96  | Victor Oladipo (25)   | Domantas Sabonis (10)  | Darren Collison (6)      | BMO Harris Bradley Center  | 28 - 23 |
| 52    | 31 janvier | Memphis       | V 105-101 | Bojan Bogdanović (21) | Myles Turner (11)      | Oladipo, Young (5)       | BMO Harris Bradley Center  | 29 - 23 |

| Match                  | Date match | Équipe             | Score     | Meilleur marqueur        | Meilleur rebondeur      | Meilleur passeur        | Lieux                   | Série   |
| ---------------------- | ---------- | ------------------ | --------- | ------------------------ | ----------------------- | ----------------------- | ----------------------- | ------- |
| 53                     | 2 février  | @ Charlotte        | D 126-133 | Victor Oladipo (35)      | Myles Turner (11)       | Darren Collison (4)     | Spectrum Center         | 29 - 24 |
| 54                     | 3 février  | Philadelphie       | V 100-92  | Bogdanović, Oladipo (19) | Oladipo, Stephenson (9) | Domantas Sabonis (6)    | Bankers Life Fieldhouse | 30 - 24 |
| 55                     | 5 février  | Washington         | D 102-111 | Bojan Bogdanović (29)    | Lance Stephenson (9)    | Lance Stephenson (6)    | Bankers Life Fieldhouse | 30 - 25 |
| —                      | 7 février  | @ Nouvelle-Orléans | REPORTE   |                          |                         |                         | Smoothie King Center    | -       |
| 56                     | 9 février  | @ Boston           | V 97-91   | Victor Oladipo (35)      | Thaddeus Young (14)     | Cory Joseph (7)         | TD Garden               | 31 - 25 |
| 57                     | 11 février | New York           | V 121-113 | Victor Oladipo (30)      | Thaddeus Young (11)     | Victor Oladipo (9)      | Bankers Life Fieldhouse | 32 - 25 |
| 58                     | 14 février | @ Brooklyn         | V 108-103 | Victor Oladipo (25)      | Myles Turner (14)       | Victor Oladipo (4)      | Barclays Center         | 33 - 25 |
| NBA All-Star Game 2018 |            |                    |           |                          |                         |                         |                         |         |
| 59                     | 23 février | Atlanta            | V 116-93  | Domantas Sabonis (21)    | Domantas Sabonis (13)   | Victor Oladipo (9)      | Bankers Life Fieldhouse | 34 - 25 |
| 60                     | 26 février | @ Dallas           | D 103-109 | Myles Turner (24)        | Thaddeus Young (14)     | Oladipo, Stephenson (4) | Bankers Life Fieldhouse | 34 - 26 |
| 61                     | 28 février | @ Atlanta          | D 102-107 | Bojan Bogdanović (26)    | Domantas Sabonis (12)   | Victor Oladipo (5)      | Philips Arena           | 34 - 27 |

| Match | Date match | Équipe             | Score     | Meilleur marqueur     | Meilleur rebondeur   | Meilleur passeur      | Lieux                     | Série   |
| ----- | ---------- | ------------------ | --------- | --------------------- | -------------------- | --------------------- | ------------------------- | ------- |
| 62    | 2 mars     | @ Milwaukee        | V 103-96  | Victor Oladipo (21)   | Sabonis, Turner (9)  | Victor Oladipo (6)    | BMO Harris Bradley Center | 35 - 27 |
| 63    | 4 mars     | @ Washington       | V 98-95   | Victor Oladipo (33)   | Myles Turner (13)    | Oladipo, Turner (3)   | Capital One Arena         | 36 - 27 |
| 64    | 5 mars     | Milwaukee          | V 92-89   | Bojan Bogdanović (29) | Thaddeus Young (7)   | Victor Oladipo (5)    | Bankers Life Fieldhouse   | 37 - 27 |
| 65    | 7 mars     | Utah               | D 84-104  | Myles Turner (24)     | Domantas Sabonis (9) | Victor Oladipo (7)    | Bankers Life Fieldhouse   | 37 - 28 |
| 66    | 9 mars     | Atlanta            | V 112-87  | Bojan Bogdanović (21) | Myles Turner (12)    | Oladipo, Collison (5) | Bankers Life Fieldhouse   | 38 - 28 |
| 67    | 11 mars    | @ Boston           | V 99-97   | Victor Oladipo (27)   | Myles Turner (10)    | Darren Collison (10)  | Bankers Life Fieldhouse   | 39 - 28 |
| 68    | 13 mars    | @ Philadelphie     | V 101-98  | Myles Turner (25)     | Thaddeus Young (10)  | Cory Joseph (5)       | Wells Fargo Center        | 40 - 28 |
| 69    | 15 mars    | Toronto            | D 99-106  | Darren Collison (22)  | Al Jefferson (12)    | Joseph, Collison (4)  | Bankers Life Fieldhouse   | 40 - 29 |
| 70    | 17 mars    | @ Washington       | D 102-109 | Lance Stephenson (25) | Al Jefferson (9)     | Darren Collison (6)   | Capital One Arena         | 40 - 30 |
| 71    | 19 mars    | L.A. Lakers        | V 110-100 | Myles Turner (21)     | Thaddeus Young (9)   | Darren Collison (8)   | Bankers Life Fieldhouse   | 41 - 30 |
| 72    | 21 mars    | @ Nouvelle-Orléans | D 92-96   | Victor Oladipo (21)   | Turner, Young (10)   | Darren Collison (6)   | Smoothie King Center      | 41 - 31 |
| 73    | 23 mars    | L.A. Clippers      | V 109-104 | Bojan Bogdanović (28) | Thaddeus Young (10)  | Darren Collison (10)  | Bankers Life Fieldhouse   | 42 - 31 |
| 74    | 25 mars    | Miami              | V 113-107 | Victor Oladipo (23)   | Cory Joseph (10)     | Cory Joseph (7)       | Bankers Life Fieldhouse   | 43 - 31 |
| 75    | 27 mars    | @ Golden State     | V 92-81   | Victor Oladipo (24)   | Thaddeus Young (10)  | Victor Oladipo (6)    | Oracle Arena              | 44 - 31 |
| 76    | 29 mars    | @ Sacramento       | V 106-103 | Bojan Bogdanović (25) | Sabonis, Young (8)   | Darren Collison (9)   | Golden 1 Center           | 45 - 31 |

| Match | Date match | Équipe          | Score     | Meilleur marqueur       | Meilleur rebondeur    | Meilleur passeur      | Lieux                   | Série   |
| ----- | ---------- | --------------- | --------- | ----------------------- | --------------------- | --------------------- | ----------------------- | ------- |
| 77    | 1er avril  | @ L.A. Clippers | V 111-104 | Victor Oladipo (30)     | Thaddeus Young (9)    | Victor Oladipo (12)   | Staples Center          | 46 - 31 |
| 78    | 3 avril    | @ Denver        | D 104-107 | Victor Oladipo (25)     | Thaddeus Young (10)   | Victor Oladipo (7)    | Pepsi Center            | 46 - 32 |
| 79    | 5 avril    | Golden State    | V 126-106 | Bojan Bogdanović (28)   | Domantas Sabonis (9)  | Victor Oladipo (7)    | Bankers Life Fieldhouse | 47 - 32 |
| 80    | 6 avril    | @ Toronto       | D 73-92   | Glenn Robinson III (12) | Lance Stephenson (8)  | Darren Collison (5)   | Centre Air Canada       | 47 - 33 |
| 81    | 8 avril    | @ Charlotte     | V 123-117 | Domantas Sabonis (30)   | Lance Stephenson (10) | Lance Stephenson (10) | Spectrum Center         | 48 - 33 |
| 82    | 10 avril   | Charlotte       | D 93-119  | Trois joueurs (13)      | Lance Stephenson (13) | Cory Joseph (8)       | Bankers Life Fieldhouse | 48 - 34 |

### Playoffs
| Playoffs Total: 3-4 (Domicile : 2-1 ; Extérieur : 1-3) |

| Match | Date match | Équipe      | Score     | Meilleur marqueur     | Meilleur rebondeur  | Meilleur passeur      | Lieux Spectateurs       | Série |
| ----- | ---------- | ----------- | --------- | --------------------- | ------------------- | --------------------- | ----------------------- | ----- |
| 1     | 15 avril   | @ Cleveland | V 98-80   | Victor Oladipo (32)   | Myles Turner (8)    | Darren Collison (6)   | Quicken Loans Arena     | 0 - 1 |
| 2     | 18 avril   | @ Cleveland | D 97-100  | Victor Oladipo (22)   | Thaddeus Young (6)  | Oladipo, Collison (6) | Quicken Loans Arena     | 1 - 1 |
| 3     | 20 avril   | Cleveland   | V 92-90   | Bojan Bogdanovic (30) | Myles Turner (10)   | Victor Oladipo (7)    | Bankers Life Fieldhouse | 2 - 1 |
| 4     | 22 avril   | Cleveland   | D 100-104 | Domantas Sabonis (19) | Thaddeus Young (16) | Darren Collison (8)   | Bankers Life Fieldhouse | 2 - 2 |
| 5     | 25 avril   | @ Cleveland | D 95-98   | Domantas Sabonis (22) | Victor Oladipo (12) | Cory Joseph (6)       | Quicken Loans Arena     | 2 - 3 |
| 6     | 27 avril   | Cleveland   | V 121-87  | Victor Oladipo (28)   | Victor Oladipo (13) | Victor Oladipo (10)   | Bankers Life Fieldhouse | 3 - 3 |
| 7     | 29 avril   | @ Cleveland | D 101-105 | Victor Oladipo (28)   | Victor Oladipo (13) | Victor Oladipo (10)   | Quicken Loans Arena     | 3 - 4 |

### Confrontations en saison régulière
| Conférence Est      | Conférence Est                               | Conférence Est                               | Conférence Est                               | Conférence Est                               | Conférence Ouest                             | Conférence Ouest                             | Conférence Ouest                             |
| Division Atlantique | Division Atlantique                          | Division Atlantique                          | Division Atlantique                          | Division Atlantique                          | Division Nord-Ouest                          | Division Nord-Ouest                          | Division Nord-Ouest                          |
| Équipe              | Domicile                                     | Domicile                                     | Extérieur                                    | Extérieur                                    | Équipe                                       | Domicile                                     | Extérieur                                    |
| ------------------- | -------------------------------------------- | -------------------------------------------- | -------------------------------------------- | -------------------------------------------- | -------------------------------------------- | -------------------------------------------- | -------------------------------------------- |
| Boston              | 98-108                                       | 111-112                                      | 97-91                                        | 99-97                                        | Denver                                       | 126-116 (OT)                                 | 104-107                                      |
| Brooklyn            | 140-131                                      | 123-119 (OT)                                 | 109-97                                       | 108-103                                      | Minnesota                                    | 90-107                                       | 130-107                                      |
| New York            | 115-97                                       | 121-113                                      | 101-108                                      |                                              | Oklahoma City                                | 95-100                                       | 96-114                                       |
| Philadelphie        | 100-92                                       |                                              | 110-121                                      | 101-98                                       | Portland                                     | 96-114                                       | 86-100                                       |
| Toronto             | 107-104                                      | 99-106                                       | 115-120                                      | 73-92                                        | Utah                                         | 84-104                                       | 109-94                                       |
|                     | 6–3                                          | 6–3                                          | 5–4                                          | 5–4                                          |                                              | 1–4                                          | 2–3                                          |
| Division            | 11–7                                         | 11–7                                         | 11–7                                         | 11–7                                         | Division                                     | 3–7                                          | 3–7                                          |
| Division Centrale   | Division Centrale                            | Division Centrale                            | Division Centrale                            | Division Centrale                            | Division Pacifique                           | Division Pacifique                           | Division Pacifique                           |
| Équipe              | Domicile                                     | Domicile                                     | Extérieur                                    | Extérieur                                    | Équipe                                       | Domicile                                     | Extérieur                                    |
| Chicago             | 98-96                                        | 123-86                                       | 105-87                                       | 107-119                                      | Golden State                                 | 126-106                                      | 92-81                                        |
| Cleveland           | 106-102                                      | 97-95                                        | 124-107                                      | 108-115                                      | L.A. Clippers                                | 109-104                                      | 111-104                                      |
| Detroit             | 107-100                                      | 98-104                                       | 97-114                                       | 83-107                                       | L.A. Lakers                                  | 110-100                                      | 86-99                                        |
|                     |                                              |                                              |                                              |                                              | Phoenix                                      | 116-101                                      | 120-97                                       |
| Milwaukee           | 109-96                                       | 92-89                                        | 101-122                                      | 103-96                                       | Sacramento                                   | 101-83                                       | 106-103                                      |
|                     | 7–1                                          | 7–1                                          | 3–5                                          | 3–5                                          |                                              | 5–0                                          | 4–1                                          |
| Division            | 10–6                                         | 10–6                                         | 10–6                                         | 10–6                                         | Division                                     | 9–1                                          | 9–1                                          |
| Division Sud-Est    | Division Sud-Est                             | Division Sud-Est                             | Division Sud-Est                             | Division Sud-Est                             | Division Sud-Ouest                           | Division Sud-Ouest                           | Division Sud-Ouest                           |
| Équipe              | Domicile                                     | Domicile                                     | Extérieur                                    | Extérieur                                    | Équipe                                       | Domicile                                     | Extérieur                                    |
| Atlanta             | 116-93                                       | 112-87                                       | 105-95                                       | 102-107                                      | Dallas                                       | 94-98                                        | 103-109                                      |
| Charlotte           | 105-96                                       | 93-119                                       | 126-133                                      | 123-117                                      | Houston                                      | 95-118                                       | 97-118                                       |
| Miami               | 106-114                                      | 113-107                                      | 108-112                                      | 120-95                                       | Memphis                                      | 105-101                                      | 116-113                                      |
| Orlando             | 121-109                                      | 114-112                                      | 105-97                                       |                                              | New Orleans                                  | 112-117                                      | 92-96                                        |
| Washington          | 102-111                                      |                                              | 98-95                                        | 102-109                                      | San Antonio                                  | 97-94                                        | 94-86                                        |
|                     | 6–3                                          | 6–3                                          | 5–4                                          | 5–4                                          |                                              | 2–3                                          | 2–3                                          |
| Division            | 11–7                                         | 11–7                                         | 11–7                                         | 11–7                                         | Division                                     | 4–6                                          | 4–6                                          |
| Conférence          | 31–20 (Domicile : 19–7 ; Extérieur : 12–13)  | 31–20 (Domicile : 19–7 ; Extérieur : 12–13)  | 31–20 (Domicile : 19–7 ; Extérieur : 12–13)  | 31–20 (Domicile : 19–7 ; Extérieur : 12–13)  | Conférence                                   | 17–14 (Domicile : 8–7 ; Extérieur : 9–7)     | 17–14 (Domicile : 8–7 ; Extérieur : 9–7)     |
| Total               | 48–34 (Domicile : 27–14 ; Extérieur : 21–20) | 48–34 (Domicile : 27–14 ; Extérieur : 21–20) | 48–34 (Domicile : 27–14 ; Extérieur : 21–20) | 48–34 (Domicile : 27–14 ; Extérieur : 21–20) | 48–34 (Domicile : 27–14 ; Extérieur : 21–20) | 48–34 (Domicile : 27–14 ; Extérieur : 21–20) | 48–34 (Domicile : 27–14 ; Extérieur : 21–20) |

## Effectif
| Pacers de l'Indiana Effectif en fin de saison régulière |    |                        |                    |                      |
| Entraîneur : Nate McMillan                              |    |                        |                    |                      |
| Pivot                                                   | 13 | Drapeau des États-Unis | Ike Anigbogu       | UCLA                 |
| Arrière                                                 | 44 | Drapeau de la Croatie  | Bojan Bogdanović   | Croatie              |
| Ailier fort                                             | 20 | Drapeau des États-Unis | Trevor Booker      | Clemson              |
| Meneur                                                  | 2  | Drapeau des États-Unis | Darren Collison    | UCLA                 |
| Pivot, Ailier fort                                      | 25 | Drapeau des États-Unis | Al Jefferson       | Prentiss High School |
| Meneur                                                  | 6  | Drapeau du Canada      | Cory Joseph        | Texas                |
| Ailier fort                                             | 22 | /                      | T. J. Leaf         | UCLA                 |
| Ailier                                                  | 26 | Drapeau des États-Unis | Ben Moore (TW)     | SMU                  |
| Arrière                                                 | 4  | Drapeau des États-Unis | Victor Oladipo     | Indiana              |
| Ailier                                                  | 0  | Drapeau des États-Unis | Alex Poythress     | Kentucky             |
| Ailier                                                  | 40 | Drapeau des États-Unis | Glenn Robinson III | Michigan             |
| Ailier fort                                             | 11 | Drapeau de la Lituanie | Domantas Sabonis   | Gonzaga              |
| Arrière                                                 | 1  | Drapeau des États-Unis | Lance Stephenson   | Cincinnati           |
| Meneur                                                  | 5  | Drapeau des États-Unis | Edmond Sumner (TW) | Xavier               |
| Pivot                                                   | 33 | Drapeau des États-Unis | Myles Turner       | Texas                |
| Arrière, Meneur                                         | 3  | Drapeau des États-Unis | Joseph Young       | Oregon               |
| Ailier fort                                             | 21 | Drapeau des États-Unis | Thaddeus Young     | Georgia Tech         |
| (C) - Capitaine, (TW) - Two-way contract, - Blessé      |    |                        |                    |                      |

## Transactions

### Échanges
| 6 juillet 2017  | A Pacers de l'IndianaVictor Oladipo Domantas Sabonis | A Thunder d'Oklahoma CityPaul George                    |
| 14 juillet 2017 | A Pacers de l'IndianaCory Joseph                     | A Raptors de TorontoDroits sur Emir Preldžič C.J. Miles |

### Options dans les contrats
| Date       | Joueur           | Option                                                                      |
| ---------- | ---------------- | --------------------------------------------------------------------------- |
| 21/08/2017 | Myles Turner     | Indiana exerce son option d'équipe de 3 400 000 $ pour la saison 2018-2019. |
| 13/10/2017 | Domantas Sabonis | Indiana exerce son option d'équipe de 2 660 000 $ pour la saison 2018-2019. |

### Arrivés
| Date       | Joueur           | Contrat                           | Provenance            |
| ---------- | ---------------- | --------------------------------- | --------------------- |
| 03/07/2017 | T. J. Leaf       | Contrat de 4 440 000 $ sur 2 ans  | Bruins d'UCLA (NCAA)  |
| 07/07/2017 | Darren Collison  | Contrat de 20 000 000 $ sur 2 ans | Kings de Sacramento   |
| 10/07/2017 | Bojan Bogdanović | Contrat de 21 000 000 $ sur 2 ans | Wizards de Washington |
| 12/07/2017 | Ike Anigbogu     | Contrat de 3 900 000 $ sur 3 ans  | Bruins d'UCLA (NCAA)  |
| 15/08/2017 | Damien Wilkins   | Contrat de 2 100 000 $ sur 1 an   | Brujos de Guayama     |
| 28/12/2017 | Alex Poythress   | Contrat de 2 318 000 $ sur 2 ans  | Pacers de l'Indiana   |
| 03/03/2018 | Trevor Booker    | Contrat de 446,000 $ sur 1 an     | 76ers de Philadelphie |

#### Two-way contract
| Date       | Joueur         | Provenance                            |
| ---------- | -------------- | ------------------------------------- |
| 05/07/2017 | Edmond Sumner  | Musketeers de Xavier (NCAA)           |
| 22/08/2017 | Alex Poythress | 76ers de Philadelphie                 |
| 12/01/2018 | Ben Moore      | Mad Ants de Fort Wayne (NBA G League) |

#### Contrat de 10 jours
| Date       | Joueur              | Provenance                            |
| ---------- | ------------------- | ------------------------------------- |
| 21/02/2018 | Trey McKinney-Jones | Mad Ants de Fort Wayne (NBA G League) |

### Départs
| Date       | Joueur           | Raison départ | Nouvelle équipe ¹              |
| ---------- | ---------------- | ------------- | ------------------------------ |
| 01/07/2017 | Lavoy Allen      | Agent libre   |                                |
| 01/07/2017 | Aaron Brooks     | Agent libre   | Timberwolves du Minnesota      |
| 01/07/2017 | C. J. Miles      | Agent libre   | Raptors de Toronto             |
| 01/07/2017 | Jeff Teague      | Agent libre   | Timberwolves du Minnesota      |
| 05/07/2017 | Monta Ellis      | Coupé         |                                |
| 06/07/2017 | Rakeem Christmas | Coupé         | Galatasaray SK                 |
| 14/07/2017 | Georges Niang    | Coupé         | Warriors de Golden State       |
| 31/07/2017 | Kevin Séraphin   | Coupé         | FC Barcelone                   |
| 07/01/2018 | Damien Wilkins   | Coupé         | Swarm de Greensboro (G League) |

¹ Il s'agit de l’équipe pour laquelle le joueur a signé après son départ, il a pu entre-temps changer d'équipe ou encore de pays.

#### Non retenu après les camps entraînements
| Date       | Joueur              | Nouvelle équipe                   |
| ---------- | ------------------- | --------------------------------- |
| 14/10/2017 | DeQuan Jones        | Mad Ants de Fort Wayne (G League) |
| 14/10/2017 | Trey McKinney-Jones | Mad Ants de Fort Wayne (G League) |
| 14/10/2017 | Ben Moore           | Mad Ants de Fort Wayne (G League) |
| 15/10/2017 | Jarrod Uthoff       | Mad Ants de Fort Wayne (G League) |

### Joueurs "agents libres" à la fin de la saison
| Joueur             | Fin de saison |
| ------------------ | ------------- |
| Trevor Booker      | Agent libre   |
| Glenn Robinson III | Agent libre   |

## Récompenses
| Date        | Joueur         | Récompense                                   |
| ----------- | -------------- | -------------------------------------------- |
| 30 octobre  | Victor Oladipo | Joueur de la semaine dans la conférence Est. |
| 11 décembre | Victor Oladipo | Joueur de la semaine dans la conférence Est. |
| 18 février  | Victor Oladipo | ☆ All-Star 2018 ☆                            |
| 2 avril     | Victor Oladipo | Joueur de la semaine dans la conférence Est. |
| 23 mai      | Victor Oladipo | NBA All-Defensive First Team.                |
| 24 mai      | Victor Oladipo | All-NBA Third Team.                          |